# Viburnum tashiroi
Viburnum tashiroi är en desmeknoppsväxtart som beskrevs av Takenoshin Nakai. Viburnum tashiroi ingår i släktet olvonsläktet, och familjen desmeknoppsväxter. Inga underarter finns listade i Catalogue of Life.